# Michael Naura
Michael Naura (Memel, Litouwen, 19 augustus 1934 - Schwabstedt, 13 februari 2017) was een Duitse jazzpianist, redacteur en publicist.

## Biografie
Naura groeide op in Berlijn en studeerde aan de Vrije Universiteit Berlijn masscommunicatie (Publizistik), filosofie en sociologie. Hierna was hij als pianist actief in swingbands. Van 1953 tot 1964 leidde hij een van de succesvolste Duitse jazzbands van die tijd, het Michael Naura Quintett. De muziek van dit eclectische kwintet was aanvankelijk sterk beïnvloed door George Shearing daarna deed de invloed van Dave Brubeck zich gelden en vervolgens de hard Bop van Horace Silver en het kamermuziekachtig spelideaal van het Modern Jazz Quartet. De belangrijkste improvisator in het Nauras Quintett was altijd de vibrafonist Wolfgang Schlüter. Andere musici in zijn groepen waren de altsaxofonisten Klaus Marmulla en Peter Reinke, de bassisten Hajo Lange en Wolfgang Luschert en de drummers Heinz von Moisy en Joe Nay.
In 1964 moest Naura vanwege polyserositis een jaar in een kliniek in Wintermoor doorbrengen. Prominente Duitse jazzmusici gaven indertijd benefietconcerten om bij te dragen aan de kosten van zijn behandeling.
Na zijn herstel trok Naura zich grotendeels terug uit het muzikantenleven en werkte hij als journalist. Na het overlijden van Hans Gertberg werd hij jazzredacteur bij de Norddeutschen Rundfunk. Onder zijn leiding ontstond op de zender een veelbeluisterd en interessant jazzprogramma. In 1999 ging hij met pensioen.
Naura was in Duitsland een bekende jazzauteur. Hij schreef artikelen voor onder meer tijdschriften en kranten, maar ook liner notes voor grammofoonplaten en cd's. Hij wist veel en nam geen blad voor de mond, voor aanvallen deinsde hij niet terug.
Hij was bevriend met de schrijver en dichter Peter Rühmkorf.
In 2009 kreeg Naura een WDR-Jazzprijs (de Ereprijs) voor zijn radiojournalistiek in de jazz.
Naura overleed in 2017 in de wijk Hollbüllhuus in Schwabstedt.

## Discografie(selectie)
- Down to Earth, 1958
- George / Jankowski / Naura: Jazz In Deutschland, 1957–1958
- Michael Naura Quintet, 1963
- Call (met Wolfgang Schlüter, Eberhard Weber en Joe Nay), 1970
- Rainbow Runner (idem), 1973
- Vanessa (idem, met Klaus Thunemann), 1974
- Kein Apolloprogramm für Lyrik (met Wolfgang Schlüter, Eberhard Weber, Peter Rühmkorf), 1976
- Country Children (met Wolfgang Schlüter), 1977
- Phönix voran (met Wolfgang Schlüter, Leszek Zadlo, Peter Rühmkorf), 1978
- Ochsenzoll (met Wolfgang Schlüter, Herbert Joos, Albert Mangelsdorff), 1985
- Orang-Utan (met Wolfgang Schlüter, Claus Bantzer), 1985
- Naura Box. Fortissimo – eine deutsche Jazzologie, 6 cd's, Gateway4m, 2009[3]

## Hoorspel
- Chet Baker – Der Lange Sturz. Eine szenische Phantasie. Hoffmann und Campe Verlag, Hamburg 2002, ISBN 978-3-455-32005-3, 1 cd, 57 min.

## Publicaties
- jazz-toccata, Rowohlt, Reinbek 1991, ISBN 3-499-19162-8.
- Cadenza: Ein Jazzpanorama, Europäische Verlagsanstalt, Hamburg 2002, ISBN 3-434-50537-7.
- Wolfram Knauer (Hrsg.): Jazz in Deutschland, Wolke Verlag, Hofheim 1996, ISBN 3-923997-70-1, met een Interview met Naura.

## Citaat
Je hebt friseurs en je hebt pianisten. De Fransman Richard Clayderman is een pianeur. […] Hij neemt een populaire melodie, speelt het thema slaafs getrouw na, als had men hem gedreigd met Kafka: bij de geringste afwijking ben je al schuldig. […] De pianeur past goed bij liften, radio-magazines in de voormiddag, wasserettes, supermarkten, wachtkamers en, niet in de laatste plaats, bars.— Michael Naura, 1991